# МКХ-10: Клас XVIII. Симптоми, ознаки та відхилення від норми, що виявлені при лабораторних та клінічних дослідженнях НКІР

## (R00-R99) Клас XVIII. Симптоми, ознаки та відхилення від норми, що виявлені при лабораторних та клінічних дослідженнях, не класифіковані в інших рубриках

### (R00-R09) Симптоми та ознаки, що відносяться до серцево судинної системи та системи органів дихання
| (R00)   | Розлади ритму серця                                                                                     |
| (R00.0) | Тахікардія, неуточнена                                                                                  |
| (R00.1) | Брадикардія, неуточнена                                                                                 |
| (R00.2) | Сильне серцебиття                                                                                       |
| (R00.8) | Інші та неуточнені розлади серцебиття                                                                   |
| (R01)   | Серцеві шуми та інші серцеві звуки                                                                      |
| (R01.0) | Доброякісні та не турбуючі хворого серцеві шуми                                                         |
| (R01.1) | Серцевий шум, неуточнений                                                                               |
| (R01.2) | Інші зміни тонів серця                                                                                  |
| (R02)   | Гангрена, не класифікована в інших рубриках                                                             |
| (R03)   | Ненормальні показники кров'яного тиску при відсутності діагнозу захворювання                            |
| (R03.0) | Підвищений кров'яний тиск, при відсутності діагнозу гіпертонії                                          |
| (R03.1) | Неспецифічне зниження кров'яного тиску                                                                  |
| (R04)   | Кровотеча з дихальних шляхів                                                                            |
| (R04.0) | Носова кровотеча                                                                                        |
| (R04.1) | Кровотеча з горла                                                                                       |
| (R04.2) | Кровохаркання                                                                                           |
| (R04.8) | Кровотеча з інших ділянок дихальних шляхів                                                              |
| (R04.9) | Кровотеча з дихальних шляхів, неуточнена                                                                |
| (R05)   | Кашель                                                                                                  |
| (R06)   | Розлади дихання                                                                                         |
| (R06.0) | Диспное                                                                                                 |
| (R06.1) | Стридор                                                                                                 |
| (R06.2) | Дихання з присвистом                                                                                    |
| (R06.3) | Періодичне дихання                                                                                      |
| (R06.4) | Гіпервентиляція                                                                                         |
| (R06.5) | Ротове дихання                                                                                          |
| (R06.6) | Гикавка                                                                                                 |
| (R06.7) | Чихання                                                                                                 |
| (R06.8) | Інші та неуточнені розладі дихання                                                                      |
| (R07)   | Біль в горлі та грудній клітці                                                                          |
| (R07.0) | Біль у горлі                                                                                            |
| (R07.1) | Біль у грудній клітці при диханні                                                                       |
| (R07.2) | Біль в області серця                                                                                    |
| (R07.3) | Інший біль у грудній клітці                                                                             |
| (R07.4) | Біль в грудній клітці, неуточнений                                                                      |
| (R09)   | Інші симптоми та ознаки, що відносяться до системи кровообігу та органів дихання                        |
| (R09.0) | Асфіксія                                                                                                |
| (R09.1) | Плеврит                                                                                                 |
| (R09.2) | Зупинка дихання                                                                                         |
| (R09.3) | Анормальна мокрота                                                                                      |
| (R09.8) | Інші уточнені симптоми та ознаки, що відносяться до серцево-судинної системи та системи органів дихання |

### (R10-R19) Симптоми та ознаки, що відносяться до органів травлення та ділянки живота
| (R10)   | Біль в ділянці живота та тазу                                                           |
| (R10.0) | Гострий живіт                                                                           |
| (R10.1) | Біль, локалізований у верхній ділянці живота                                            |
| (R10.2) | Біль в ділянці тазу та промежини                                                        |
| (R10.3) | Біль, локалізований в інших ділянках нижньої частини живота                             |
| (R10.4) | Інший та неуточнений біль в ділянці живота                                              |
| (R11)   | Нудота та блювота                                                                       |
| (R12)   | Печія                                                                                   |
| (R13)   | Дисфагія                                                                                |
| (R14)   | Метеоризм та пов'язані з ним стани                                                      |
| (R15)   | Нетримання калу                                                                         |
| (R16)   | Гепатомегалія та спленомегалія, не класифіковані в інших рубриках                       |
| (R16.0) | Гепатомегалія, не класифікована в інших рубриках                                        |
| (R16.1) | Спленомегалія, не класифікована в інших рубриках                                        |
| (R16.2) | Гепатомегалія зі спленомегалією, не класифікована в інших рубриках                      |
| (R17)   | Неуточнена жовтяниця                                                                    |
| (R18)   | Асцит                                                                                   |
| (R19)   | Інші симптоми та ознаки, що відносяться до системи травлення та ділянки живота          |
| (R19.0) | Внутрішньочеревне тазове опухання, затвердіння і набряк                                 |
| (R19.1) | Анормальні шуми кишечника                                                               |
| (R19.2) | Видима перистальтика                                                                    |
| (R19.3) | Ригідність живота                                                                       |
| (R19.4) | Зміна функції кишечника                                                                 |
| (R19.5) | Інші зміни калу                                                                         |
| (R19.6) | Неприємний запах із рота                                                                |
| (R19.8) | Інші уточнені симптоми та ознаки, що відносяться до органів травлення та ділянки живота |

### (R20-R23) Симптоми та ознаки, що відносяться до шкіри та підшкірної тканини
| (R20)    | Порушення чутливості шкіри                                               |
| (R20.0)  | Анестезія шкіри                                                          |
| (R20.1)  | Гіпестезія шкіри                                                         |
| (R20.2)  | Перестезія шкіри                                                         |
| (R20.3)  | Гіперестезія                                                             |
| (R20.8)  | Інші та неуточнені порушення чутливості шкіри                            |
| (R21)    | Висип та інші неуточнені висипи на шкіри                                 |
| (R22)    | Локалізоване опухання, затвердіння та набряк шкіри та підшкірної тканини |
| (R22.0)  | Локалізоване опухання, затвердіння та набряк на голові                   |
| (R22.1)  | Локалізоване опухання, затвердіння та набряк на шиї                      |
| (R22.2)  | Локалізоване опухання, затвердіння та набряк на тулубі                   |
| (R22.3)  | Локалізоване опухання, затвердіння та набряк на верхній кінцівці         |
| (R22.4)  | Локалізоване опухання, затвердіння та набряк на нижній кінцівці          |
| (R22.7)  | Локалізовані опухання, затвердіння та набряк, множинно                   |
| (R22.9)  | Локалізоване опухання, затвердіння та набряк, неуточнене                 |
| (R23)    | Інші зміни шкіри                                                         |
| (R23.0)  | Ціаноз                                                                   |
| (R23.1)  | Блідість                                                                 |
| (R23.2)  | Гіперемія обличчя                                                        |
| (R23.3)  | Спонтанні екхімози                                                       |
| (R23.4)  | Зміни структури шкіри                                                    |
| (R.23.8) | Інші та неуточнені зміни шкіри                                           |

### (R25-R29) Симптоми та ознаки, що відносяться до нервової та кістково-м'язової систем
| (R25)   | Анормальні мимовільні рухи                                                                   |
| (R25.0) | Аномальні рухи голови                                                                        |
| (R25.1) | Тремор, неуточнений                                                                          |
| (R25.2) | Судома та спазм                                                                              |
| (R25.3) | Фасцикуляція                                                                                 |
| (R25.8) | Інші та неуточнені аномальні мимовільні рухи                                                 |
| (R26)   | Порушення ходи та руху                                                                       |
| (R26.0) | Атаксична хода                                                                               |
| (R26.1) | Паралітична хода                                                                             |
| (R26.2) | Утруднення при ході, не класифіковане в інших рубриках                                       |
| (R26.8) | Інші та неуточнені порушення ходи та рухливості                                              |
| (R27)   | Інше порушення координації                                                                   |
| (R27.0) | Атаксія, неуточнена                                                                          |
| (R27.8) | Інше неуточнене порушення координації                                                        |
| (R29)   | Інші симптоми та ознаки, що відносяться до нервової та кістково-м'язової системи             |
| (R29.0) | Тетанія                                                                                      |
| (R29.1) | Менінгізм                                                                                    |
| (R29.2) | Аномальні рефлекси                                                                           |
| (R29.3) | Аномалія осанки                                                                              |
| (R29.4) | Клацаюче стегно                                                                              |
| (R29.8) | Інші та неуточнені симптоми та ознаки, що відносяться до нервово та кістково-м'язової систем |

### (R30-R39) Симптоми та ознаки, що відносяться до системи сечовиділення
| (R30)   | Біль, пов'язаний із сечовипусканням                                            |
| (R30.0) | Дизурія                                                                        |
| (R30.1) | Везикальні тенезми                                                             |
| (R30.9) | Болюче сечовипускання, неуточнене                                              |
| (R31)   | Гематурія неуточнена                                                           |
| (R32)   | Нетримання сечі, неуточнене                                                    |
| (R33)   | Затримка сечі                                                                  |
| (R34)   | Анурія та олігурія                                                             |
| (R35)   | Поліурія                                                                       |
| (R36)   | Виділення із уретри                                                            |
| (R39)   | Інші симптоми та ознаки, що відносяться до системи сечовиділення               |
| (R39.0) | Екстравазація сечі                                                             |
| (R39.1) | Інше утруднення сечовипускання                                                 |
| (R39.2) | Екстраренальна уремія                                                          |
| (R39.8) | Інші та неуточнені симптоми та ознаки, що відносяться до системи сечовиділення |

### (R40-R46) Симптоми та ознаки, що відносяться до пізнавальних здібностей, відчуття емоційного стану та поведінки
| (R40)   | Сонливість, ступор і кома                                                                    |
| (R40.0) | Сонливість                                                                                   |
| (R40.1) | Ступор                                                                                       |
| (R40.2) | Кома, неуточнена                                                                             |
| (R41)   | Інші симптоми та ознаки, що відносяться до пізнавальних здібностей та усвідомлення           |
| (R41.0) | Дезорієнтація, неуточнена                                                                    |
| (R41.1) | Антероградна амнезія                                                                         |
| (R41.2) | Ретроградна амнезія                                                                          |
| (R41.3) | Інша амнезія                                                                                 |
| (R41.8) | Інші та неуточнені симптоми та ознаки, що відносяться до пізнавальних функцій та увідомлення |
| (R42)   | Запаморочення та порушення рівноваги тіла                                                    |
| (R43)   | Розлади відчуття нюху та смаку                                                               |
| (R43.0) | Аносмія                                                                                      |
| (R43.1) | Паросмія                                                                                     |
| (R43.2) | Парагезія                                                                                    |
| (R43.8) | Інші та неуточнені розлади відчуття нюху та смаку                                            |
| (R44)   | Інші симптоми та ознаки, що відносяться до загальних відчуття та сприйняття                  |
| (R44.0) | Слухові галюцинації                                                                          |
| (R44.1) | Візуальні галюцинації                                                                        |
| (R44.2) | Інші галюцинації                                                                             |
| (R44.3) | Галюцинації, неуточнені                                                                      |
| (R44.8) | Інші та неуточнені симптоми та ознаки, що відносяться до загального відчуття та сприйняття   |
| (R45)   | Симптоми та ознаки, що відносяться до емоційного стану                                       |
| (R45.0) | Нервозність                                                                                  |
| (R45.1) | Стурбованість та збудження                                                                   |
| (R45.2) | Почуття нещастя                                                                              |
| (R45.3) | Деморалізований стан та апатія                                                               |
| (R45.4) | Роздратованість та гнів                                                                      |
| (R45.5) | Ворожість                                                                                    |
| (R45.6) | Фізичне насильство                                                                           |
| (R45.7) | Стан емоційного шоку та стресу, неуточнений                                                  |
| (R45.8) | Інші симптоми та ознаки, що відносяться до емоційного стану                                  |
| (R46)   | Симптоми та ознаки що відносяться до зовнішнього вигляду та поведінки                        |
| (R46.0) | Дуже низький рівень особистої гігієни                                                        |
| (R46.1) | Анормальний зовнішній вигляд                                                                 |
| (R46.2) | Дивна та незрозуміла поведінка                                                               |
| (R46.3) | Зверхактивність                                                                              |
| (R46.4) | Сповільненість та знижене сприйняття                                                         |
| (R46.5) | Підозрілість та помітна ухильність                                                           |
| (R46.6) | Надмірне занепокоєння та неуважність зі стресовими наслідками                                |
| (R46.7) | Багатослівність та дріб'язкова деталізація, що ускладнюють контакт                           |
| (R46.8) | Інші симптоми та ознаки, що відносяться до зовнішнього вигляду та поведінки                  |

### (R47-R49) Симптоми та ознаки, що відносяться до мови та голосу
| (R47)   | Розлади мови, не класифіковані в інших рубриках                                          |
| (R47.0) | Дисфазія та афазія                                                                       |
| (R47.1) | Дизартрія та анартрія                                                                    |
| (R47.8) | Інші та неуточнені розлади мови                                                          |
| (R48)   | Дизлексія та інші порушення елементарних навичок мови, не класифіковані в інших рубриках |
| (R48.0) | Дизлексія та алексія                                                                     |
| (R48.1) | Агнозія                                                                                  |
| (R48.2) | Апраксія                                                                                 |
| (R48.8) | Інші та неуточнені розлади елементарних навичок мови                                     |
| (R49)   | Розлади голосу                                                                           |
| (R49.0) | Дисфонія                                                                                 |
| (R49.1) | Афонія                                                                                   |
| (R49.2) | Відкрита та закрита гугнявість                                                           |
| (R49.8) | Інші та неуточнені розлади голосу                                                        |

### (R50-R69) Загальні симптоми та ознаки
| (R50)   | Гарячка невідомого походження                                            |
| (R50.0) | Пропасниця з простудою                                                   |
| (R50.1) | Стійка пропасниця                                                        |
| (R50.9) | Пропасниця, неуточнена                                                   |
| (R51)   | Головний біль                                                            |
| (R52)   | Біль, не класифікований в інших рубриках                                 |
| (R52.0) | Гострий біль                                                             |
| (R52.1) | Хронічний неусувний біль                                                 |
| (R52.2) | Інший хронічний біль                                                     |
| (R52.9) | Біль, неуточнений                                                        |
| (R53)   | Нездужання та втома                                                      |
| (R54)   | Старість                                                                 |
| (R55)   | Непритомність та колапс                                                  |
| (R56)   | Судоми, не класифіковані в інших рубриках                                |
| (R56.0) | Фібрилярні судоми                                                        |
| (R56.8) | Інші та неуточнені судоми                                                |
| (R57)   | Шок, не класифікований в інших рубриках                                  |
| (R57.0) | Кардіогенний шок                                                         |
| (R57.1) | Гіповолемічний шок                                                       |
| (R57.8) | Інший шок                                                                |
| (R57.9) | Шок, неуточнений                                                         |
| (R58)   | Геморагія, не класифікована в інших рубриках                             |
| (R59)   | Збільшення лімфатичних вузлів                                            |
| (R59.0) | Локальне збільшення лімфатичних вузлів                                   |
| (R59.1) | Генералізоване збільшення лімфатичних вузлів                             |
| (R59.9) | Збільшені лімфатичні вузли, неуточнені                                   |
| (R60)   | Набряк, не класифікований в інших рубриках                               |
| (R60.0) | Локалізований набряк                                                     |
| (R60.1) | Генералізований набряк                                                   |
| (R60.9) | Набряк, неуточнений                                                      |
| (R61)   | Гіпергідроз                                                              |
| (R61.0) | Локалізований гіпергідроз                                                |
| (R61.1) | Генералізований гіпергідроз                                              |
| (R61.9) | Гіпергідроз, неуточнений                                                 |
| (R62)   | Затримка очікуваного нормального фізіологічного розвитку                 |
| (R62.0) | Затримка етапів розвитку                                                 |
| (R62.8) | Інша затримка очікуваного нормального фізіологічного розвитку            |
| (R62.9) | Затримка очікуваного нормального фізіологічного розвитку, неуточнена     |
| (R63)   | Симптоми та ознаки, пов'язані з прийманням їжі та рідини                 |
| (R63.0) | Анорексія                                                                |
| (R63.1) | Полідипсія                                                               |
| (R63.2) | Поліфагія                                                                |
| (R63.3) | Труднощі годування та введення їжі                                       |
| (R63.4) | Анормальне зниження маси тіла                                            |
| (R63.5) | Анормальне збільшення маси тіла                                          |
| (R63.8) | Інші симптоми та ознаки, пов'язані з прийманням їжі та рідини            |
| (R64)   | Кахексія                                                                 |
| (R68)   | Інші загальні симптоми та ознаки                                         |
| (R68.0) | Гіпотермія, не пов'язана з низькою температурою навколишнього середовища |
| (R68.1) | Неспецифічні симптоми, властиві для немовляти                            |
| (R68.2) | Сухість в роті, неуточнена                                               |
| (R68.3) | Викривлення пальців                                                      |
| (R68.8) | Інші уточнені загальні симптоми та ознаки                                |
| (R69)   | Невідомі та неуточнені причини захворюваності                            |

### (R70-R79) Відхилення від норми, виявлені при дослідженні крові, якщо діагноз хвороби не встановлено
| (R70)   | Прискорена швидкість осідання еритроцитів та порушення в'язкості плазми      |
| (R70.0) | Прискорена швидкість осідання еритроцитів                                    |
| (R70.1) | Аномальна в'язкість плазми                                                   |
| (R71)   | Аномалія червоних кров'яних клітин                                           |
| (R72)   | Аномалія білих кров'яних клітин, не класифікована в інших рубриках           |
| (R73)   | Підвищений рівень глюкози в крові                                            |
| (R73.0) | Відхилення від норми результатів проби на переносимість глюкози              |
| (R73.9) | Гіперглікамія, неуточнена                                                    |
| (R74)   | Відхилення від норми рівня ферментів в сироватці крові                       |
| (R74.0) | Підвищення рівнів трансамінази та дегідрогенази молочної кислоим (ДМК)       |
| (R74.8) | Аномальні рівні інших ферментів сироватки                                    |
| (R74.9) | Аномальний рівень неуточненого ферменту сироватки                            |
| (R75)   | Лабораторне виявлення вірусу імунодефіциту людини (ВІЛ)                      |
| (R76)   | Інші відхилення від норми імунологічних показників сироватки                 |
| (R76.0) | Підвищений титр антитіл                                                      |
| (R76.1) | Неспецифічна реакція на туберкуліновий тест                                  |
| (R76.2) | Псевдопозитивний серологічний тест на сифіліс                                |
| (R76.8) | Інші уточнені аномальні імунологічні показники сироватки                     |
| (R76.9) | Аномальний імунологічний показник сироватки, неуточнений                     |
| (R77)   | Інші відхилення від норми протеїнів плазми                                   |
| (R77.0) | Відхилення від норми альбуміну                                               |
| (R77.1) | Відхилення від норми глобуліну                                               |
| (R77.2) | Відхилення від норми альфафетопротену                                        |
| (R77.8) | Інші уточнені відхилення від норми білків плазми                             |
| (R77.9) | Відхилення від норми білка плазми, неуточнене                                |
| (R78)   | Виявлення ліків та інших речовин, які в нормі в крові не знаходяться в крові |
| (R78.0) | Виявлення алкоголю в крові                                                   |
| (R78.1) | Виявлення опіату в крові                                                     |
| (R78.2) | Виявлення кокаїну в крові                                                    |
| (R78.3) | Виявлення галюциногену в крові                                               |
| (R78.4) | Виявлення інших сильнодіючих ліків в крові                                   |
| (R78.5) | Виявлення психотропного засобу в крові                                       |
| (R78.6) | Виявлення стероїдного засобу в крові                                         |
| (R78.7) | Виявлення анормального рівня важких металів в крові                          |
| (R78.8) | Виявлення інших уточнених речовин, які в нормі в крові не знаходяться        |
| (R78.9) | Виявлення неуточненої речовини, яка в нормі не знаходиться                   |
| (R79)   | Інші відхилення від норми показників хімічного стану крові                   |
| (R79.0) | Анормальний рівень мінеральних речовин в крові                               |
| (R79.8) | Інші уточнені відхилення від норми показників хімічного складу крові         |
| (R79.9) | Відхилення від норми показника хімічного складу крові, неуточнене            |

### (R80-R82) Відхилення від норми, виявлені при дослідженні сечі, якщо діагноз хвороби не встановлено
| (R80)   | Ізольована протеінурія                                                           |
| (R81)   | Глюкозурія                                                                       |
| (R82)   | Інші відхілення від норми показників сечі                                        |
| (R82.0) | Хілурія                                                                          |
| (R82.1) | Міоглобінурія                                                                    |
| (R82.2) | Біліурія                                                                         |
| (R82.3) | Гемоглобінурія                                                                   |
| (R82.4) | Ацетонурія                                                                       |
| (R82.5) | Підвищений рівень лікарських засобів, медикаментів та біологічних речовин в сечі |
| (R82.6) | Анормальний рівень в сечі речовин переважно немедичного походження               |
| (R82.7) | Анормальні показники мікробіологічного дослідження сечі                          |
| (R82.8) | Анормальні показники цитилогічного та гістологічного дослідження сечі            |
| (R82.9) | Інші та неуточнені анормальні показники сечі                                     |

### (R83-R89) Відхилення від норми, виявлені при дослідженні інших рідин, субстанцій та тканин організму, якщо діагноз хвороби не встановлено
| (R83) | Відхилення від норми показників спинномозкової рідини                           |
| (R84) | Відхилення від норми показників проб із органів дихання та грудної клітки       |
| (R85) | Відхилення від норми показників проб із органів травлення та черевної порожнини |
| (R86) | Відхилення від норми показників проб із чоловічих статевих органів              |
| (R87) | Відхилення від норми показників проб із жіночих статевих органів                |
| (R89) | Відхилення від норми показників проб інших органів, систем та тканин            |

### (R90-R94) Відхилення від норми, виявлені при діагностичній інтероскопії та функціональних дослідженнях, якщо діагноз хвороби не встановлено
| (R90)   | Відхилення від норми при діагностичній інтерскопії центральної нервової системи                                      |
| (R90.0) | Внутрігенне об'ємне ураження                                                                                         |
| (R90.8) | Інші відхилення від норми при діагностичній інтероскопії центральної нервової системи                                |
| (R91)   | Відхилення від норми при діагностичній інтерскопії легень                                                            |
| (R92)   | Відхілення від норми при діагностичній інтерскопії молочної залози                                                   |
| (R93)   | Відхилення від норми при діагностичній інтерскопії інших частин тіла                                                 |
| (R93.0) | Відхилення від норми при діагностичній інтероскопії черепа та голови, не класифіковані в інших рубриках              |
| (R93.1) | Відхилення від норми при діагностичній інтероскопії серця та коронарного кровообігу                                  |
| (R93.2) | Відхилення від норми при діагностичній інтероскопії печінки та жовчних шляхів                                        |
| (R93.3) | Відхилення від норми при діагностичній інтероскопії інших відділів системи травлення                                 |
| (R93.4) | Відхилення від норми при діагностичній інтероскопії органів сечової системи                                          |
| (R93.5) | Відхилення від норми при діагностичній інтероскопії інших ділянок черевної порожнини, включаючи позочеревний простір |
| (R93.6) | Відхилення від норми при діагностичній інтероскопії кінцівок                                                         |
| (R93.7) | Відхилення від норми при діагностичній інтероскопії інших частин кістково-м'язової системи                           |
| (R93.8) | Відхилення від норми при діагностичній інтероскопії інших уточнених частин організму                                 |
| (R94)   | Відхилення від норми результатів функціональних досліджень                                                           |
| (R94.0) | Відхилення від норми результатів функціональних досліджень центральної нервової системи                              |
| (R94.1) | Відхилення від норми результатів функціональних досліджень периферичної нервової системи та окремих органів чуття    |
| (R94.2) | Відхилення від норми результатів функціональних досліджень легень                                                    |
| (R94.3) | Відхилення від норми результатів функціональних досліджень серцево-судинної системи                                  |
| (R94.4) | Відхилення від норми результатів функціональних досліджень нирки                                                     |
| (R94.5) | Відхилення від норми результатів досліджень функції печінки                                                          |
| (R94.6) | Відхилення від норми результатів досліджень функції щитоподібної залози                                              |
| (R94.7) | Відхилення від норми результатів інших ендокринних функціональних досліджень                                         |
| (R94.8) | Відхилення від норми результатів функціональних досліджень інших органів та систем                                   |

### (R95-R99) Неуточнені та невідомі причини смерті
| (R95)   | Синдром раптової смерті немовляти                                                              |
| (R96)   | Інша раптова смерть, причина невідома                                                          |
| (R96.0) | Миттєва смерть                                                                                 |
| (R96.1) | Смерть, що наступила до 24 годин від моменту виникнення симптомів, яка не має іншого пояснення |
| (R98)   | Смерть без свідків                                                                             |
| (R99)   | Інші невідомі та неуточнені причини смерті                                                     |

## Виноски
1. ↑  International Statistical Classification of Diseases and Related Health Problems 10th Revision. Version:2015 (англ.). World Health Organization. Процитовано 15 листопада 2015. (англ.)
2. ↑  Клініко-статистична класифікація хвороб, розроблена на базі МКХ-10 (проект) (укр.). Міністерство охорони здоров'я України. Процитовано 15 листопада 2015. (укр.)